# Dalia Inés
Dalia Inés Nieto Jiménez (Santa Fe, Argentina; 27 de febrero de 1948), conocida artísticamente como Dalia Inés, es una cantante, bailarina, actriz y escritora mexicana.

## Biografía

### Familia
Dalia Inés Nieto Jiménez es la hija primogénita de la cantante y actriz mexicana Guillermina Jiménez Chabolla «Flor Silvestre» y de su primer marido, el representante artístico mexicano Andrés Nieto Villafranco. Nació en la ciudad de Santa Fe, Argentina, porque sus progenitores se encontraban de gira en Sudamérica, pero fue registrada en el consulado de México. Dalia es la media hermana mayor de Marcela Rubiales, Francisco Rubiales, Antonio Aguilar, hijo y Pepe Aguilar; y es tía de Majo Aguilar, Leonardo Aguilar, Emilio Aguilar y Ángela Aguilar.
Su talento como intérprete de la canción ranchera lo heredó de su madre y de sus abuelos maternos, Jesús Jiménez Cervantes y María de Jesús Chabolla Peña, a quienes les gustaba mucho cantar y escuchar la música de mariachi. También es sobrina de las cantantes La Prieta Linda y Mary Jiménez.

Con tanta música en la casa, nunca me dieron ganas de seguir otra carrera que no fuera ésta. Me identifico con lo nuestro porque mi madre me lo inculcó desde que yo era una niña.
Dalia Inés, en una entrevista de 1992

Tiene dos hijos, Virgilio y Guillermo Ruan, de su primer matrimonio con el también actor Javier Ruan. Se casó en segundas nupcias con Roberto Romero de la Torre.

### Carrera
Dalia primero fue maestra y posteriormente traductora de inglés, hasta que decidió iniciar una carrera en el canto y la actuación. En 1974, viajó con los Aguilar a Puerto Rico y allí participó en la filmación de la película Mi aventura en Puerto Rico, que se estrenó 1977.
Su presentación estelar en cine se llevó a cabo en 1981 con un papel en la película Noche de carnaval.
En 1984, grabó su primer álbum, el cual lleva por título Dalia Inés. Este LP fue hecho y producido por el sello discográfico de la Sonora Santanera (conocido como Discos SS) y grabado en los estudios Armando Espinosa de la Sonora Santanera. El disco contiene temas de los compositores Eva María, Salomé Gutiérrez y Gilberto Zapata, entre otros.

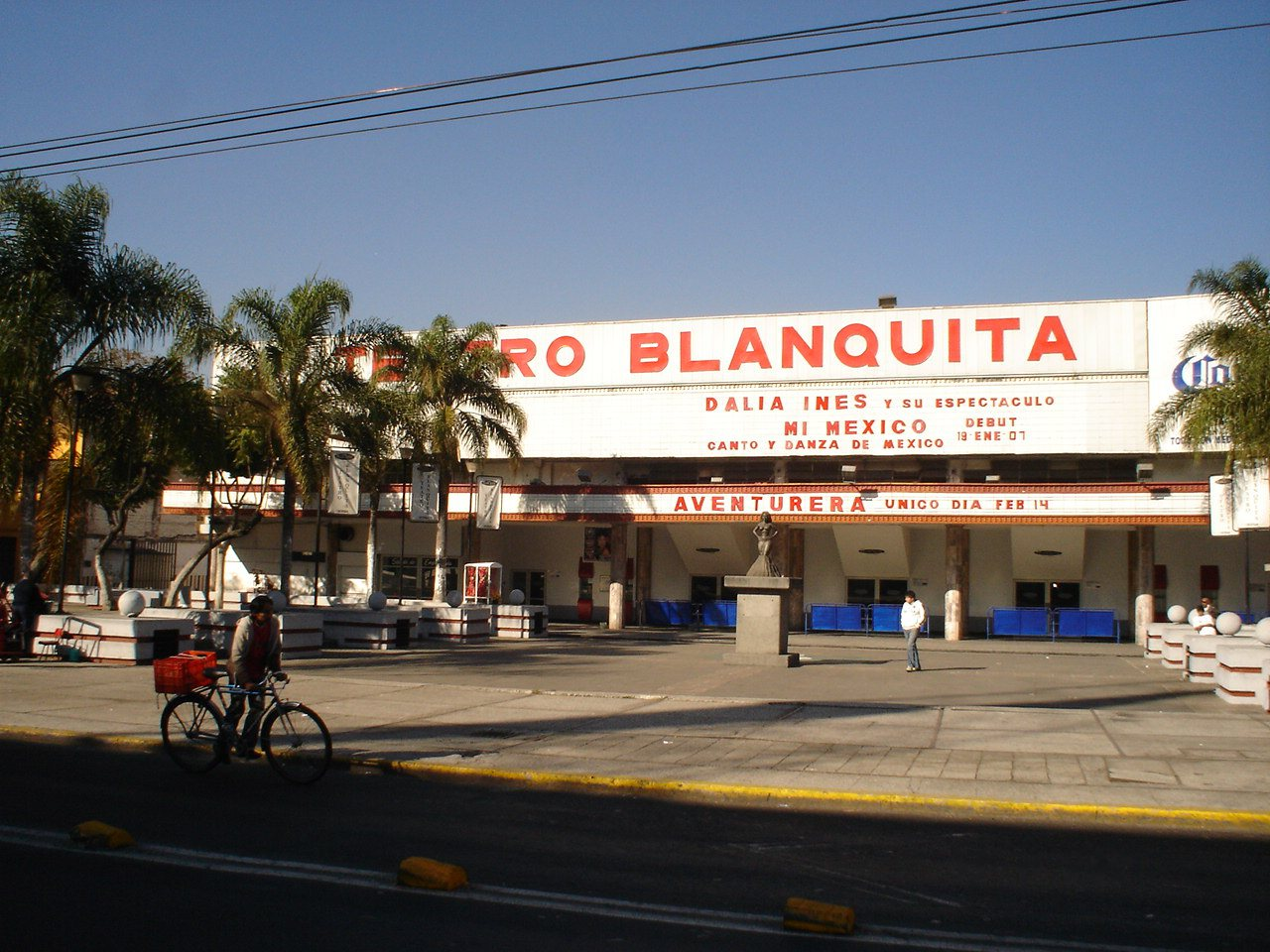
El Teatro Blanquita a unos días del debut de Dalia Inés.

Ha cantado y bailado durante varios años en su revista musical Mi México, un espectáculo de variedades con música y danzas tradicionales de diferentes estados de México. Ha presentado su espectáculo en recintos tan distinguidos y conocidos como el Auditorio Nacional, el Teatro de la Ciudad Esperanza Iris, el Teatro Blanquita y el Teatro Metropólitan.
Dalia tuvo una actuación especial en la película O'ra es cuando chile verde (1986), en la que compartió créditos con su tía La Prieta Linda.
Su segundo álbum lo grabó en 1989 con la reconocida compañía discográfica Discos Peerless. En este disco la acompañó el Mariachi 2000 de Cutberto Pérez, quien también se encargó de los arreglos y la dirección artística del proyecto. El disco incluye «Cómo le hago sin ti», un tema de su autoría, y también cuatro canciones de Ricardo Ceratto y dos de Federico Méndez, entre otras composiciones.
Dalia interpretó a una gitana en la película cómica El chivo (1992), con Antonio Aguilar, Rubén Aguirre, Raúl «El Chato» Padilla, Diana Golden y su hermana Marcela Rubiales, entre otros actores.
En 1995, fungió como secretaria general del Grupo Impulsor de la Música Representativa de México, fundado y dirigido por la cantante María de Lourdes.
En 2008, grabó su tercera producción discográfica, Alegría y sentimiento, en los estudios de grabación de su hermano Pepe, y el año siguiente participó junto con su madre y sus hermanos Antonio y Marcela en la gira de homenaje a Antonio Aguilar.
En 2014, publicó su libro Lecumberri, el lado blanco del Palacio Negro.

## Discografía

### Dalia Inés(1984)
Su primer disco de larga duración, editado por Discos Sonora Santanera.
Lado 1: 
1. «Tu indiferencia»
2. «Qué pasa cuando yo quiero»
3. «El gaviota»
4. «Cásate otra vez conmigo»
5. «Miraditas»

Lado 2:
1. «Te he olvidado ya»
2. «No me pidas»
3. «Otra vez tú»
4. «Tres días de camino»
5. «Alejada de ti»

### Dalia Inés con el Mariachi 2000 de Cutberto Pérez(1989)
Su segundo disco de larga duración, editado por Discos Peerless.
Lado 1:
1. «Atolito con el dedo»
2. «No creo que tú»
3. «Cómo le hago sin ti»
4. «No vuelvo a separarme de ti»
5. «Aunque tenga razón»

Lado 2:
1. «Si yo soy así»
2. «Humíllame»
3. «Si lo sabe Dios»
4. «Cuernavaca es un amor»
5. «Quédate con tus movidas»

### Alegría y sentimiento(2008)
Su tercer álbum, editado independientemente en formato de disco compacto.
1. «No creo que tú»
2. «Pero sin querer»
3. «Mi México de ayer»
4. «Cuando los años pasen»
5. «Celosa»
6. «Paloma negra»
7. «Atolito con el dedo»
8. «Golondrina presumida»
9. «Laguna de pesares»
10. «Popurrí Veracruz»

## Filmografía
- Mi aventura en Puerto Rico (1977)
- Noche de carnaval (1984)
- ¡Ora es cuando chile verde! (1986)
- El chivo (1992)

## Libro
- Lecumberri, el lado blanco del Palacio Negro (2014)